# 费滂墓道牌坊
费滂墓道牌坊是一座石灰质牌坊建筑，位于浙江省海宁市东山社区东关厢地区，原本位于一条弄堂的口子上。它是明代嘉靖年间进士、严嵩门生费滂（1506 - 1541）墓地的一部分。该牌坊是嘉兴地区唯一现存的明代墓道牌坊。
该牌坊为冲天式石雕牌坊，高约4米的两根石柱相隔2米。柱头上刻仙鹤纹、上升云纹，南面为凤凰牡丹上额枋、双狮抢绣球下额枋，花板上刻“明进士澹山费公墓道”。北面为浮雕鲤鱼跳龙门上额枋，花板刻“砂明水秀”四字。

## 参考资料

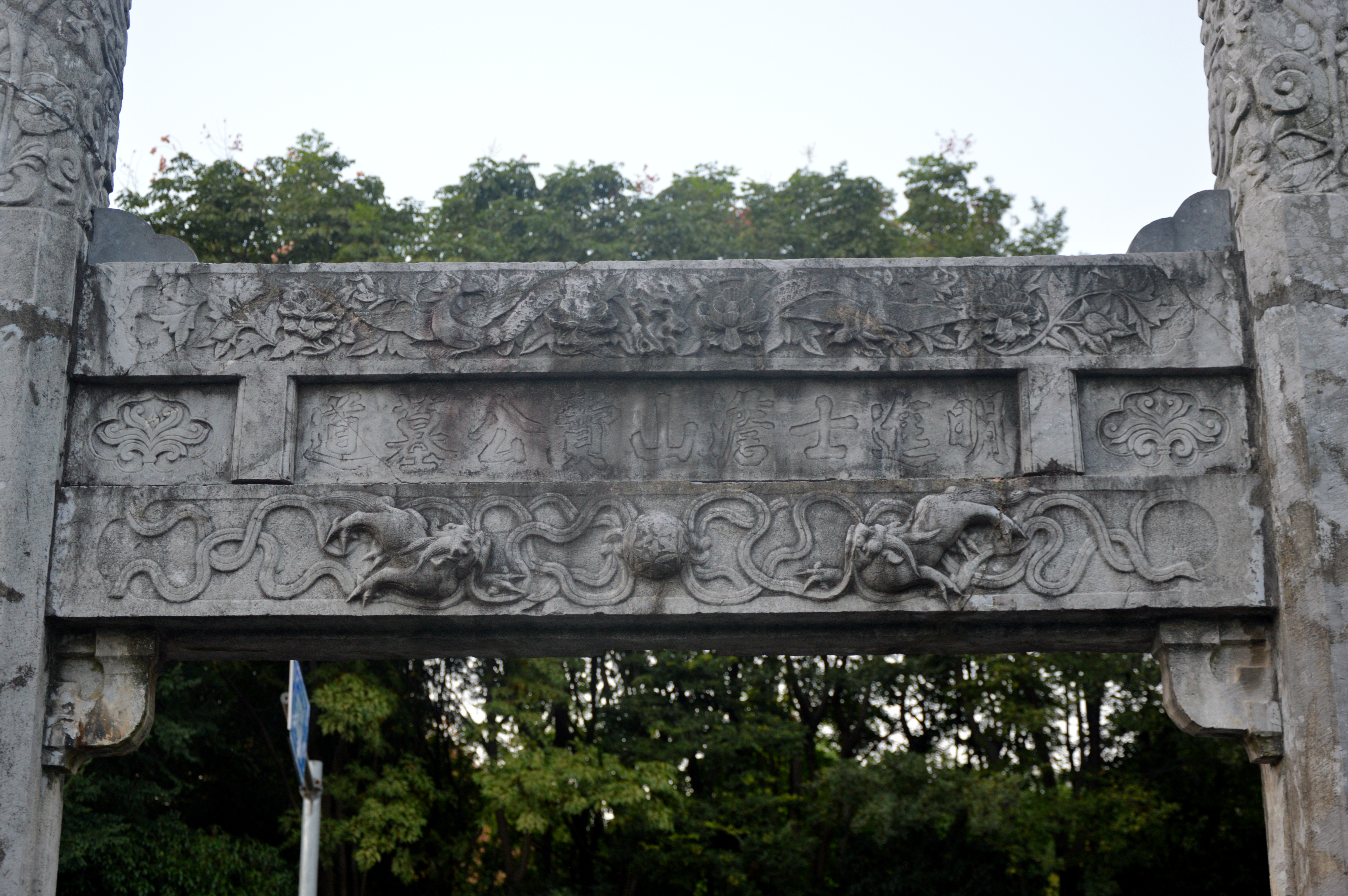
牌坊南面上下额及花板